# Férfi 3 méteres szinkronugrás a 2015-ös mű- és toronyugró-Európa-bajnokságon
A 2015-ös mű- és toronyugró-Európa-bajnokságon a férfi szinkron 3 méteres műugró versenyszámát június 12-én rendezték meg a Neptun Swimming Poolban.
Az aranyérmet az orosz kettős, Ilja Zaharov és Jevgenyij Kuznyecov szerezte meg Ukrajnak és a házigazda Németország előtt.

## Versenynaptár
Az időpontok helyi idő szerint olvashatóak (GMT +01:00).
| Dátum                    | Időpont | Forduló   |
| ------------------------ | ------- | --------- |
| 2015. június 12., péntek | 13:00   | Selejtező |
| 2015. június 12., péntek | 17:30   | Döntő     |

## Eredmény
| # | Versenyző                          | Ország                   | Selejtező | Selejtező | Döntő  | Döntő   |
| # | Versenyző                          | Ország                   | Pontok    | Rangsor   | Pontok | Rangsor |
| - | ---------------------------------- | ------------------------ | --------- | --------- | ------ | ------- |
|   | Ilja Zaharov Jevgenyij Kuznyecov   | Oroszország (RUS)        | 422,94    | 1         | 462,96 | 1       |
|   | Illja Kvasa Olekszandr Horskovozov | Ukrajna (UKR)            | 418,50    | 2         | 430,89 | 2       |
|   | Patrick Hausding Stephan Feck      | Németország (GER)        | 413,28    | 3         | 419,73 | 3       |
| 4 | Andrzej Rzeszutek Kacper Lesiak    | Lengyelország (POL)      | 379,41    | 4         | 375,87 | 4       |
| 5 | Michele Benedetti Tommaso Rinaldi  | Olaszország (ITA)        | 337,59    | 8         | 373,38 | 5       |
| 6 | Jack Haslam Freddie Woodward       | Egyesült Királyság (GBR) | 365,28    | 5         | 372,39 | 6       |
| 7 | Yauheni Karaliou Andrei Pavluk     | Fehéroroszország (BLR)   | 364,98    | 6         | 370,38 | 7       |
| 8 | Nicolás García Héctor García       | Spanyolország (ESP)      | 354,45    | 7         | 357,18 | 8       |
| 9 | Jouni Kallunki Otto Lehtonen       | Finnország (FIN)         | 324,54    | 9         | 352,26 | 9       |